# Communauté de communes de la région de Châteauneuf
La Communauté de communes de la région de Châteauneuf est une ancienne communauté de communes française, située dans le département de la Charente. Elle fait partie du Pays Ouest-Charente Pays du cognac.
Elle a été dissoute en 2017 et ses toutes ses communes membres ont rejoint la nouvelle Communauté d'agglomération du Grand Cognac dont le siège administratif est situé à Cognac.

## Historique
- Création de la communauté de communes de la région de Châteauneuf le 29 décembre 1995.
- 2013 : Birac, Éraville, Malaville, Touzac  et Viville rejoignent la CC.
- Elle disparait le 1er janvier 2017 à la suite de sa fusion avec les communautés de communes du Grand Cognac » (14 communes), de Jarnac (18 communes) et de Grande Champagne » (12 communes) pour former la nouvelle communauté d'agglomération du Grand Cognac[1].

## Administration

### Liste des présidents
| Période | Période       | Identité         | Étiquette | Qualité |
| ------- | ------------- | ---------------- | --------- | ------- |
| 1995    | 2008          | Jacques Bobe     |           |         |
| 2008    | 2014          | Joël Trény       |           |         |
| 2014    | décembre 2016 | Jean-Paul Zucchi |           |         |

### Régime fiscal et budget
- Régime fiscal (au 01/01/2005) : fiscalité additionnelle.

## Composition
Elle regroupait dix-huit communes le 1er janvier 2016 :
| Nom                              | Code Insee | Gentilé          | Superficie (km2) | Population (dernière pop. légale) | Densité (hab./km2) |
| -------------------------------- | ---------- | ---------------- | ---------------- | --------------------------------- | ------------------ |
| Châteauneuf-sur-Charente (siège) | 16090      | Castelnoviens    | 24,02            | 3 474 (2014)                      | 145                |
| Angeac-Charente                  | 16013      | Angeacais        | 10,81            | 361 (2014)                        | 33                 |
| Birac                            | 16045      | Biracais         | 11,84            | 367 (2014)                        | 31                 |
| Bonneuil                         | 16050      | Bonneuillais     | 13,58            | 262 (2014)                        | 19                 |
| Bouteville                       | 16057      | Boutevillois     | 12,07            | 326 (2014)                        | 27                 |
| Champmillon                      | 16077      | Champmillonnais  | 9,51             | 529 (2014)                        | 56                 |
| Éraville                         | 16129      | Éravillois       | 5,47             | 210 (2014)                        | 38                 |
| Graves-Saint-Amant               | 16297      | Gravois          | 8,99             | 338 (2014)                        | 38                 |
| Hiersac                          | 16163      | Hiersacais       | 7,36             | 1 036 (2014)                      | 141                |
| Malaville                        | 16204      | Malavillois      | 12,82            | 435 (2014)                        | 34                 |
| Mosnac                           | 16233      | Mosnacais        | 6,33             | 470 (2014)                        | 74                 |
| Moulidars                        | 16234      | Montliardais     | 17,17            | 736 (2014)                        | 43                 |
| Nonaville                        | 16247      | Nonavillois      | 6,90             | 191 (2014)                        | 28                 |
| Saint-Simeux                     | 16351      | Saint-Simeusiens | 9,40             | 598 (2014)                        | 64                 |
| Saint-Simon                      | 16352      | Saint-Simoniens  | 3,77             | 203 (2014)                        | 54                 |
| Touzac                           | 16386      | Touzacois        | 15,65            | 419 (2014)                        | 27                 |
| Vibrac                           | 16402      | Vibracais        | 2,82             | 299 (2014)                        | 106                |
| Viville                          | 16417      | Vivillois        | 2,93             | 119 (2014)                        | 41                 |

## Compétences
Nombre total de compétences exercées en 2016 : 17.